# ETERNAL FLAME
『ETERNAL FLAME』（エターナル・フレーム）は、日本のロックバンド・Do As Infinityが2009年9月30日にavex traxから発売した7枚目のオリジナルアルバムである。

## 内容
前作『Do As Infinity -Final-』『Do The Box』『Do The Best "Great Supporters Selection"』『Do As Infinity Instrumental Collection "MINUS V"』から約3年6ヶ月ぶり、オリジナルアルバムとしては前作『NEED YOUR LOVE』から約4年7ヶ月ぶりとなる再結成後初のアルバム作品。
タイトルは前作のタイトルがEで終わっているため、E始まりとなっており、直訳して「永遠の炎」を意味している。大渡亮はこのタイトルについて「バンドという焔を消さない」という意思表示と語っている。
CD+DVD盤とCD盤の2形態で発売された。CD+DVD盤には特典として表題曲と「最後のGAME」「生まれゆくものたちへ」のミュージック・ビデオを収録したDVDが同梱された。また、CD+DVD盤の初回プレス仕様のみ特典としてミュージック・ビデオに加え復活からのドキュメンタリー映像が収録されており、CD盤の初回プレス仕様のみ特典としてボーナストラックが収録された。
オリコンチャート初登場9位を獲得。7作連続でのトップ10入りを果たした。

## 収録曲

### Disc 1 / CD
| 全編曲: Seiji Kameda（#13、編曲: Gen Ittetsu）。 |                                                              |                            |                  |       |
| #                                                | タイトル                                                     | 作詞                       | 作曲             | 時間  |
| 1.                                               | 「ETERNAL FLAME」                                            | Kanata Alexis Okajima      | Takumi Ishida    | 6:25  |
| 2.                                               | 「最後のGAME」                                               | Kano Inoue                 | Masato Kitano    | 3:31  |
| 3.                                               | 「Perfect World」                                            | Hiroaki Hayama             | Hiroaki Hayama   | 5:02  |
| 4.                                               | 「名もなき革命」(Strings: 金原千恵子)                        | Kano Inoue                 | Kazuto Ikeda     | 3:54  |
| 5.                                               | 「ナイター」                                                 | Kano Inoue                 | Yu               | 3:47  |
| 6.                                               | 「Feelin' The Light」                                        | Kanata Alexis Okajima      | Hiroaki Hara     | 3:42  |
| 7.                                               | 「メラメラ」(Strings: 金原千恵子)                            | Kano Inoue、ZENTA          | ZENTA            | 3:35  |
| 8.                                               | 「Piece Of Your Heart」                                      | Ryo Owatari                | Takumi Ishida    | 4:15  |
| 9.                                               | 「北風」                                                     | Kano Inoue                 | Yosuke Kawashima | 4:19  |
| 10.                                              | 「his hometown」                                             | Kano Inoue                 | Uka              | 4:41  |
| 11.                                              | 「焔」                                                       | Ryo Owatari                | SHINPEI          | 5:05  |
| 12.                                              | 「生まれゆくものたちへ」                                     | Kano Inoue、Junya Urushino | Yoshihiro Suda   | 4:36  |
| 13.                                              | 「Tangerine Dream 〜10th Anniversary〜」(ボーナス・トラック) | D・A・I                    | D・A・I          | 4:48  |
| 合計時間:                                        | 合計時間:                                                    | 合計時間:                  | 合計時間:        | 57:40 |

### Disc 2 / DVD（初回限定盤のみ）
| #  | タイトル                             | 作詞 | 作曲・編曲 |
| -- | ------------------------------------ | ---- | ---------- |
| 1. | 「ETERNAL FLAME」(Music Clip)        |      |            |
| 2. | 「最後のGAME」(Music Clip)           |      |            |
| 3. | 「生まれゆくものたちへ」(Music Clip) |      |            |

### 解説
1. ETERNAL FLAME
今作の表題曲。大渡曰く、ボス[注 1]から「組曲的な長編を1曲目にやるのはどうか」と提案されて制作されたという[2]。
2. 最後のGAME
3. Perfect World
4. 名もなき革命
5. ナイター
歌詞は制作スタッフの父親が亡くなった実話を元に書かれたという。なお、歌詞にある「娘」は当初「息子」だったが、伴に合わせて変えてもらったという[5]。
後にミュージック・ビデオが制作され、父親役として俳優の國村隼が出演している。
6. Feelin' The Light
7. メラメラ
21stシングルの収録曲。
8. Piece Of Your Heart
9. 北風
10. his hometown
歌詞は或る1人の女性が彼の生まれた街で暮らしていく決断を描いている[2]。
11. 焔
タイトルの読みは「ひ」。大渡はこの楽曲の歌詞について「表題曲とは別の、当事者側から日本語で表現した内容」と語っている[2]。
12. 生まれゆくものたちへ
21stシングルの収録曲。
13. Tangerine Dream 〜10th Anniversary〜
ボーナストラック。1stシングルの表題曲のリアレンジバージョン。今作のボーナストラックは様々な案が挙がっていたが、今作の発売年がメジャーデビュー10周年であることを記念してこの楽曲が選ばれたという[2]。

## 参加ミュージシャン
Do As Infinity
- 伴都美子：Vocal & Chorus (全曲)
- 大渡亮：Guitar (全曲)、Chorus (#4,8,13)

Support Musician
- 亀田誠治：Bass (#1,2,4〜6,8〜12,13)
- 河村"カースケ"智康：Drums (#1,5,6,8〜10,12)
- 村石雅行：Drums (#2,4,11)
- 皆川真人：Piano (#4,10,12)、Keyboards (#1,8)
- 斎藤有太：Piano (#5,6,9)
- 高瀬順：Piano (#13)
- 金原千恵子ストリングス：Strings (#4,7)
- 弦一徹：1st Violin (#13)
- 森琢哉：2nd Violin (#13)
- 堀沢真己：Cello (#10)
- 森田香織：Cello (#13)
- 永田真希：Viola (#13)
- 中山信彦：Programming (#2,10,11)
- 飯田高広：Programming (#3,7)

## タイアップ
- テレビ東京系列アニメ『ヒカルの碁セレクション』エンディングテーマ (#2)
- TBS系列スポーツ中継番組『2009年バレーボール・ワールドリーグ』テーマソング (#7)